# Baryonyx
Baryonyx (del grec, 'urpa pesant') és un gènere de dinosaure teròpode amb mandíbules similars a les d'un cocodril, útils per a una probable dieta a base de peix. Les seves restes s'han trobat a Surrey, Anglaterra, i al nord d'Espanya a estrats del Cretaci inferior.
Podia arribar fàcilment els 9 metres de llargada, 3 d'alçada i al voltant de 1.700 quilograms de pes.
Les restes de Baryonyx s'han trobat a Anglaterra però és possible que aquest dinosaure també estigués difós per Àfrica, on s'han trobat fòssils que segons alguns paleontòlegs podrien pertànyer a aquest dinosaure pescador.